# Груєць (гміна)
Гміна Груєць (пол. Gmina Grójec) — місько-сільська гміна у центральній Польщі. Належить до Груєцького повіту Мазовецького воєводства.
Станом на 31 грудня 2011 у гміні проживало 24944 особи.

## Площа
Згідно з даними за 2007 рік площа гміни становила 120.64 км², у тому числі:
- орні землі: 77.00 %
- ліси: 11.00 %

Таким чином, площа гміни становить 8.72 % площі повіту.

## Населення
Станом на 31 грудня 2011:
| Опис     | Загалом | Загалом | Чоловіки | Чоловіки | Жінки | Жінки |
| -------- | ------- | ------- | -------- | -------- | ----- | ----- |
| одиниця  | осіб    | %       | осіб     | %        | осіб  | %     |
| все      | 24944   | 100     | 12039    | 48.26    | 12905 | 51.74 |
| міське   | 16269   | 100     | 7727     | 47.50    | 8542  | 52.50 |
| сільське | 8675    | 100     | 4312     | 49.71    | 4363  | 50.29 |

## Сусідні гміни
Гміна Груєць межує з такими гмінами: Бельськ-Дужи, Пневи, Пражмув, Тарчин, Хинув, Ясенець.